# Нюйоркчани
Нюйоркчани (на английски: New Yorkers) са жителите на град Ню Йорк, САЩ. Това е списък с най-известните от тях.

## Родени в Ню Йорк

### Родени преди 1900
- Джон Бъни (1865 – 1915), актьор
- Уилям Бюдайн (1892 – 1970), режисьор
- Джон Джей (1745 – 1829), политик
- Уилям Джеймс (1842 – 1910), писател
- Хенри Джеймс (1843 – 1916), писател
- Ървинг Лангмюр (1881 – 1957), химик и физик
- Граучо Маркс (1890 – 1977), актьор
- Херман Мелвил (1819 – 1891), писател
- Юджийн О'Нийл (1888 – 1953), драматург
- Вилиам Рапар (1883 – 1958), швейцарски дипломат
- Теодор Рузвелт (1858 – 1919), политик
- Ървинг Талберг (1899 – 1936), кинопродуцент
- Лорънс Фертиг (1898 – 1986), публицист
- Уилям Флин (1867 – 1928), полицай
- Уошингтън Ървинг (1783 – 1859), писател

### Родени през 1900 – 1919
- Алън Арбъс (1918 – 1913), актьор
- Алфред Бестър (1913 – 1987), писател
- Мартин Болсам (1919 – 1996), актьор
- Джаки Глийсън (1916 – 1987), актьор
- Арнолд Денкер (1914 – 2005), шахматист
- Ричард Дорсън (1916 – 1981), фолклорист
- Лион Де Камп (1907 – 2000), писател
- Бени Картър (1907 – 2003), музикант
- Арън Копланд (1900 – 1990), композитор
- Ърнест Леман (1915 – 2005), сценарист
- Ейбрахам Маслоу (1908 – 1970), психолог
- Артър Милър (1915 – 2005), драматург
- Фредерик Пол (1919 – 2013), писател
- Дейвид Рокфелер (1915 – 2017), финансист
- Лорънс Рокфелер (1910 – 2004), финансист
- Робърт Росън (1908 – 1966), режисьор
- Пит Сийгър (1919 – 2014), певец
- Фатс Уолър (1904 – 1943), музикант
- Ричард Файнман (1918 – 1988), физик
- Милтън Фридман (1912 – 2006), икономист
- Лена Хорн (1917 – 2010), певица

### Родени през 1920 – 1929
- Артър Ашкин (1922 – 2020), физик
- Диана Баумринд (1927 – 2018), психолог
- Елмър Бернщайн (1922 – 2004), композитор
- Роберт Бърн (1928 – 2013), шахматист
- Алън Грийнспан (р. 1926), икономист
- Мария Калас (1923 – 1977), гръцка певица
- Джордж Кенеди (1925 – 2016), актьор
- Тони Къртис (1925 – 2010), актьор
- Питър Матисън (1927 – 2014), писател
- Робърт Мълиган (1925 – 2008), режисьор
- Тито Пуенте (1923 – 2000), музикант
- Мартин Пърл (1927 – 2014), физик
- Мъри Ротбард (1926 – 1995), икономист и философ
- Лари Сторч (р. 1923), актьор
- Робърт Фогел (1926 – 2013), икономист
- Франк Фразета (1928 – 2010), илюстратор
- Джоузеф Хелър (1923 – 1999), писател
- Пади Чайефски (1923 – 1981), сценарист
- Робърт Шекли (1928 – 2005), писател

### Родени през 1930 – 1939
- Дани Айело (1933 – 2019), актьор
- Харви Алтър (р. 1935), вирусолог
- Уди Алън (р. 1935), режисьор и актьор
- Лорейн Гари (р. 1937), актриса
- Рамблин Джак Елиът (р. 1931), певец
- Джеймс Каан (р. 1939), актьор
- Робърт Креймър (1939 – 1999), режисьор
- Сабу Мартинес (1930 – 1979), музикант
- Джон О'Кийф (р. 1939), биолог
- Ралф Рейко (1936 – 2016), историк
- Джордж Рийсман (р. 1937), икономист
- Тони Робъртс (р. 1939), актьор
- Франк Серпико (р. 1936), полицай
- Робърт Силвърбърг (р. 1935), писател
- Фил Спектър (1939 – 2021), музикален продуцент
- Джейн Фонда (р. 1937), актриса
- Майкъл Чимино (1939 – 2016), режисьор

### Родени през 1940 – 1949
- Джоун Байез (р. 1941), певица
- Луиз Глик (р. 1942), поетеса
- Самюъл Дилейни (р. 1941), писател
- Бърт Йънг (р. 1940), актьор
- Питър Койот (р. 1941), актьор
- Мелани (р. 1947), певица
- Робърт Мертън (р. 1944), икономист
- Мередит Монк (р. 1942), музикантка
- Робърт Мълър (р. 1944), юрист
- Норман Неймарк (р. 1944), историк
- Лора Ниро (1947 – 1997), музикантка
- Робърт де Ниро (р. 1943), актьор
- Ал Пачино (р. 1940), актьор
- Георги Пирински (р. 1948), български политик
- Мартин Скорсезе (р. 1944), режисьор
- Норман Спинрад (р. 1940), писател
- Силвестър Сталоун (р. 1946), актьор
- Даниел Стийл (р. 1947), писателка
- Оливър Стоун (р. 1946), американски кинорежисьор и сценарист
- Сигорни Уийвър (р. 1949), актриса
- Пол Улфовиц (р. 1943), политик
- Антъни Фаучи (р. 1940), имунолог
- Дъглас Хофстатър (р. 1945), философ
- Ричард Алън Ъпстейн (р. 1943), юрист

### Родени след 1949
- Кристина Агилера (р. 1980), певица
- Уилям Бар (р. 1950), политик
- Биг Деди Кейн (р. 1968), музикант
- Тимъти Гайтнър (р. 1961), финансист и политик
- Елиът Голдентал (р. 1954), композитор
- Алексис Дазийна (р. 1984), киноактриса
- Пийт Дейвидсън (р. 1993), актьор
- Лейди Гага, (р. 1986), певица
- Вин Дизъл, (р. 1967), киноактьор
- Крис Елиът (р. 1960), актьор
- Андреа Елсън (р. 1969), актриса
- Джон Зорн (р. 1953), музикант
- Уилям Келин (р. 1957), лекар
- Ибрам Кенди (р. 1982), историк
- Майкъл Кремър (р. 1964), икономист
- Дъг Лайман (р. 1965), режисьор
- Лора Лини (р. 1964), актриса
- Дженифър Лопес (р. 1970), певица и актриса
- Джеси Маккартни (р. 1987), певец
- Виго Мортенсен (р. 1958), актьор
- Индия Мур (р. 1995), актриса
- Чарли Мърфи (р. 1959), актьор
- Некро (р. 1976), музикант
- Лин Нотидж (р. 1964), драматуржка
- Рей Романо (р. 1957), актьор
- Алвин Рот (р. 1951), икономист
- Грег Семенза (р. 1956), лекар
- Брайън Сингър (р. 1965), режисьор
- Джулия Стайлс (р. 1981), актриса
- Ричард Столман (р. 1953), програмист и общественик
- Суиз Бийтз (р. 1978), музикант
- Майк Тайсън (р. 1966), боксьор
- Мариса Томей (р. 1964), актриса
- Харви Уайнстийн (р. 1952), филмов продуцент
- Дженифър Хайман (р. 1980), предприемачка
- Лари Чарлс (р. 1956), сценарист и режисьор
- Тупак Шакур (1971 – 1996), музикант
- Мери Шапиро (р. 1955), юристка

## Починали в Ню Йорк

### Починали до 1900
- Честър Артър (1829 – 1886), политик
- Джон Джейкъб Астор (1763 – 1848), предприемач
- Хенри Джордж (1839 – 1897), общественик
- Самюъл Кокс (1824 – 1889), политик
- Джоузеф Ланкастър (1778 – 1838), британски педагог
- Херман Мелвил (1819 – 1891), писател
- Джеймс Монро (1758 – 1831), политик
- Джон Огъстъс Рьоблинг (1806 – 1869), инженер
- Вилхелм Щайниц (1836 – 1900), шахматист

### Починали през 1901 – 1950
- Джон Бъни (1865 – 1915), актьор
- Уилфрид Войнич (1865 – 1930), антиквар
- Ектор Гимар (1867 – 1942), френски архитект
- Хърбърт Дейвънпорт (1861 – 1931), икономист
- Халил Джибран (1883 – 1931), писател
- Томас Едисън (1847 – 1931), изобретател
- Александър Зилоти (1863 – 1945), руски пианист
- Хосе Раул Капабланка (1888 – 1942), кубински шахматист
- Емануел Ласкер (1868 – 1941), германски шахматист
- Бейб Рут (1895 – 1948), бейзболист
- Пат Съливан (1885 – 1933), аниматор
- Себастиян Лердо де Техада (1823 – 1923), мексикански политик
- Феликс Кауфман (1895 – 1949), австрийски философ

### Починали през 1951 – 2000
- Чарлз Адамс (1912 – 1988), художник
- Хана Арент (1906 – 1975), германски философ
- Майкъл Арлън (1895 – 1956), британски писател
- Луис Армстронг (1901 – 1971), музикант
- Йосиф Бродски (1940 – 1996), руски поет
- Етел Лилиан Войнич (1864 – 1960), британска писателка
- Оскар Мария Граф (1894 – 1967), германски писател
- Глория Греъм (1923 – 1981), актриса
- Бил Евънс (1929 – 1980), музикант
- Джордж Ентайл (1900 – 1959), композитор
- Антониу Карлус Жобим (1927 – 1994), бразилски музикант
- Джон Казейл (1935 – 1978), актьор
- Бети Картър (1930 – 1998), певица
- Борис Кауфман (1897 – 1980), оператор
- Винсънт Кенби (1927 – 2000), критик
- Жаклин Кенеди Онасис (1929 – 1994), съпруга на Джон Кенеди
- Джон Ленън (1940 – 1980), британски музикант
- Джошуа Логън (1908 – 1988), драматург и режисьор
- Мелина Меркури (1920 – 1994), гръцка актриса
- Мариан Мур (1887 – 1972), поетеса
- Ричард Никсън (1913 – 1994), политик
- Ото Преминджър (1905 – 1986), режисьор
- Тито Пуенте (1923 – 2000), музикант
- Никълъс Рей (1911 – 1979), режисьор
- Самуел Решевски (1911 – 1992), шахматист
- Робърт Росън (1908 – 1966), режисьор
- Мъри Ротбард (1926 – 1995), икономист и философ
- Франсис Спелман (1889 – 1967), архиепископ
- Джон Стайнбек (1902 – 1968), писател
- У Тан (1909 – 1975), бирмански политик и дипломат
- Анди Уорхол (1928 – 1987), художник
- Лорънс Фертиг (1898 – 1986), публицист
- Хенри Хазлит (1894 – 1993), журналист
- Лърнид Хенд (1872 – 1961), юрист
- Владимир Хоровиц (1903 – 1989), руски пианист
- Хърбърт Хувър (1874 – 1964), политик
- Пади Чайефски (1923 – 1981), сценарист
- Виктор Чернов (1873 – 1952), руски политик
- Алфред Шютц (1899 – 1959), философ

### Починали след 2000
- Робърт Ашли (1930 – 2014), композитор
- Луиз Буржоа (1911 – 2010), скулпторка
- Ели Визел (1928 – 2016), писател
- Ханк Джоунс (1918 – 2010), музикант
- Тони Джъд (1918 – 2010), историк
- Томас Диш (1940 – 2008), писател
- Елия Казан (1909 – 2003), режисьор
- Ев Кюри (1904 – 2007), френска писателка
- Андре Превин (1929 – 2019), композитор
- Лорънс Рокфелер (1910 – 2004), финансист
- Пит Сийгър (1919 – 2014), певец
- Джак Уордън (1920 – 2006), актьор
- Джордж Рой Хил (1921 – 2002), режисьор
- Ал Хиршфелд (1903 – 2003), художник
- Лена Хорн (1917 – 2010), певица
- Ким Хънтър (1922 – 2002), актриса
- Исак Щерн (1920 – 2001), цигулар

## Други личности, свързани с Ню Йорк
- Айзък Азимов (1920 – 1992), писател, живее в града от 1923
- Хорейшо Алджър (1832 – 1899), писател, живее в града от 1866
- Джон Ашбъри (р. 1927), поет, живее в града през 1949 – 1955 и след 1965
- Ким Бейсинджър (р. 1953), актриса, живее в града през 1970-те
- Елизабет Блекуел (1821 – 1910), лекарка, живее в града през 1832 – 1835 и 1851 – 1869
- Ален Боске (1919 – 1998), френски писател, живее в града през 1942 – 1944
- Сара Мишел Гелар (р. 1977), актриса, родена в града, след което се премества в Лос Анджелис
- Томи Лий Джоунс (р. 1946), актьор, живее в града от 1969
- Василена Дикиджиева (р. 1954), архитект в UNICEF, Организация на Обединените Нации от 1999
- Бойко Димитров (р. 1941), български политик, работи в представителството в ООН през 1964 – 1966
- Роджър Зелазни (1937 – 1995), писател, завършва драматургия през 1960-те
- Стивън Крейн (1871 – 1900), писател, живее в града през 1890 – 1898
- Джон Макенроу (р. 1959), тенисист, живее в града от 1960-те
- Джон Малкович (р. 1953), актьор, живее в града след 1983
- Джулиан Мур (р. 1960), актриса, живее в града след 1983
- Пеле (р. 1940), бразилски футболист, работи в града през 1974 – 1977
- Ъптон Синклер (1878 – 1968), писател, живее в града от 1888
- Франсис Скот Фицджералд (1896 – 1940), писател, живее в града през 1919 – 1924
- Кийт Харинг (1958 – 1990), художник, живее в града след 1978
- Виктор Шьострьом (1879 – 1960), шведски режисьор и актьор, живее в града през 1880 – 1886